# Ribeirão Piçarrão
O Ribeirão Piçarrão, também conhecido como Córrego do Piçarrão, é um curso d'água da cidade de Campinas, cujos afluentes se localizam no interior da cidade, até desaguar no rio Capivari. Sua nascente localiza-se próxima ao Cemitério da Saudade, atravessando uma área altamente urbanizada em seu alto e médio cursos, para depois passar por áreas de urbanização mais recente nas partes mais próximas à foz. Na área do Piçarrão estão 23 bairros (dentre eles Swift, Vila Marieta, Parque Prado, São Bernardo, Vila Teixeira, Jardim Paulicéia, Campos Elíseos e Jardim Florence) e vivem cerca de 200.000 habitantes, pouco mais de 19% da população do município.

## Posições geográficas
- Nascente: 22°55'51.66"S 47°02'27.28"W[2]
- ETE Piçarrão: 22°53'58.77"S 47°08'58.49"W
- Foz: 22°57'34.21"S 47°10'11.49"W

## Bairros
- Margem esquerda: Vila Georgina, Vila Marieta, Jardim Nova Europa, Jardim do Trevo, São Bernardo, Jardim Miranda, Jardim Paulicéia, Jardim Garcia, Vila Padre Manuel da Nóbrega e Jardim Florence II;
- Margem direita: Vila Joaquim Inácio, Vila Marieta, Jardim Leonor, Parque Itália, Vila Industrial, Vila Aurocan, Parque Santa Bárbara, Parque Fazendinha, Parque São Jorge e Jardim Rossin.
- Em afluentes: Swift, Parque Prado, Vila Teixeira, Jardim Chapadão, etc.

## Tratamento de efluentes
A bacia do Ribeirão Piçarrão possui tratamento de esgoto, realizado pela ETE Piçarrão, inaugurada em julho de 2004.